# 山鹿市立内田小学校山内分校
山鹿市立内田小学校山内分校（やまがしりつ うちだしょうがっこう やまうちぶんこう）は、熊本県山鹿市菊鹿町山内にあった山鹿市立内田小学校の分校である。

## 沿革
- 1873年 - 山内小学校創立。
- 1884年 - 尋常上内田小学校山内分教場となる
- 1912年 - 上内田尋常高等小学校山内分教場と改称。
- 1941年 - 内田国民学校山内分校と改称。
- 1947年 - 内田村立内田小学校山内分校と改称。
- 1955年 - 菊鹿村立内田小学校山内分校と改称。
- 1965年 - 菊鹿町立内田小学校山内分校と改称。
- 2004年 - 休校
- 2005年 - 山鹿市立内田小学校山内分校と改称。
- 2007年 - 休校
- 2008年 - 再開
- 2010年 - 休校
- 2012年 - 再開
- 2016年 - 山鹿市立六郷小学校、山鹿市立城北小学校、山鹿市立内田小学校、山鹿市立内田小学校矢谷分校と統合して山鹿市立菊鹿小学校へ